# Trópusi szúnyogkapó
A trópusi szúnyogkapó (Polioptila plumbea) a madarak osztályának a verébalakúak (Passeriformes) rendjéhez és a szúnyogkapófélék (Polioptilidae) családjához tartozó faj.

## Rendszerezése
A fajt Johann Friedrich Gmelin német természettudós írta le 1788-ban, a Todus nembe Todus plumbeus néven.

## Alfajai
- Polioptila plumbea anteocularis Hellmayr, 1900
- Polioptila plumbea atricapilla (Swainson, 1831)[2] vagy Polioptila atricapilla[1]
- Polioptila plumbea bilineata (Bonaparte, 1850)[2] vagy Polioptila bilineata[1]
- Polioptila plumbea brodkorbi Parkes, 1979
- Polioptila plumbea cinericia Wetmore, 1957
- Polioptila plumbea daguae Chapman, 1915
- Polioptila plumbea innotata Hellmayr, 1901
- Polioptila plumbea maior Hellmayr, 1900[2] vagy Polioptila maior[1]
- Polioptila plumbea parvirostris Sharpe, 1885[2] vagy Polioptila parvirostris[1]
- Polioptila plumbea plumbea (Gmelin, 1788)
- Polioptila plumbea plumbiceps Lawrence, 186[2] vagy Polioptila plumbiceps[1]
- Polioptila plumbea superciliaris Lawrence, 1861[2]

## Előfordulása
Mexikó, Belize, Costa Rica, Guatemala, Guyana, Honduras, Nicaragua, Panama, Brazília, Ecuador, Francia Guyana, Kolumbia, Peru, Suriname  és Venezuela területén honos. 
A természetes élőhelye szubtrópusi és trópusi síkvidéki esőerdők, mangroveerdők, mocsárerdők, száraz erdők, száraz szavannák és cserjések, valamint legelők, ültetvények és  erősen leromlott egykori erdők. Állandó nem vonuló faj.

## Megjelenése
Testhossza 10-12 centiméter, testtömege 5-8 gramm.

## Életmódja
Ízeltlábúakkal táplálkozik.

## Természetvédelmi helyzete
Az elterjedési területe rendkívül nagy, egyedszáma viszont csökkenő, de még nem éri el a kritikus szintet. A Természetvédelmi Világszövetség Vörös listáján nem veszélyeztetett fajként szerepel.